# Stretch (film, 2011)
Pour les articles homonymes, voir Stretch.
Pour plus de détails, voir Fiche technique et Distribution.
Stretch est un film français écrit et réalisé par Charles de Meaux coproduit par MK2, Anna Sanders films et Bruno Ledoux qui est sorti en salles le 12 janvier 2011. L’action se déroule entre Paris et Macao. Stretch est le dernier film de David Carradine, mort le 3 juin 2009.

## Synopsis
Contrôlé positif à un test antidopage, un jeune jockey, Christophe, part pour Macao et se trouve confronté au fourmillant monde des courses local. Il comprend que son étoile a définitivement pâli lorsqu'un jour, son entraîneur lui demande de perdre une course. Avec l'aide d'une jeune femme, Pamsy, il cherche comment échapper aux griffes de la mafia chinoise.

## Distribution
- Nicolas Cazalé : Christophe
- Fan Bingbing : Pamsy
- David Carradine : Monteiro
- Nicolas Duvauchelle : Thierry
- John Aryananda : Big John
- Lowell Lo : Way Way
- Christophe Pieux : Jockey Pavillon bleu #1
- Romain Banquet : Jockey Pavillon bleu #2
- Yannick Foin : Entraîneur sportif Maisons-Laffitte #1
- Joël Remy : Entraîneur sportif Maisons-Laffitte #2
- Cédric Segeon : Cédric
- Patrick Teo : Homme
- Pete Teo : Mr. Thong
- David Firestar : Danseur #1
- Peter Mossman : Danseur #2

## Anecdotes
- L'acteur David Carradine est décédé 3 jours avant la fin du tournage, à Bangkok. Il avait 72 ans. Les circonstances de sa mort restent floues.